# Richard Böhm
Richard Böhm (Berlino, 1º ottobre 1854 – Katapana, Katanga, 27 marzo 1884) è stato uno zoologo ed esploratore tedesco.
Figlio di Ludwig Böhm e Franziska Louise Meyerlinck, studiò zoologia presso l'Università Friedrich Schiller di Jena con Ernst Haeckel (1834-1919) e ottenne un dottorato nel 1877. Successivamente prese parte ad una spedizione diretta in Africa, esplorando prima Zanzibar e in seguito, giunto in Africa orientale, la sponda orientale del lago Tanganica e quella sud-orientale del lago Upemba, da lui stesso scoperto (1880-1884). La sua corrispondenza venne pubblicata nel 1888 con il titolo Ostafrika, Sansibar und Tanganjika heraus: Von Sansibar zum Tanganjika, Briefe aus Ostafrika von Dr. Richard Böhm (J. A. Brockhaus, Lipsia, 1888, Ed. Herman Schalow). Tra il 1882 il 1887 Böhm pubblicò vari articoli sul Journal of Ornithology. Morì in seguito ad un attacco di malaria. Anton Reichenow (1847-1941) ed Herman Schalow (1852-1925) gli intitolarono quattro specie da essi descritte: il gruccione di Böhm (Merops boehmi Reichenow, 1882), il rallo pettostriato (Sarothrura boehmi Reichenow, 1882), il rondone codaspinosa pipistrello (Neafrapus boehmi Schalow, 1882) e il pigliamosche di Böhm (Muscicapa boehmi Reichenow, 1884).